# William Wallace Campbell
Pour les articles homonymes, voir William Campbell et Campbell.
William Wallace Campbell, né dans le comté de Hancock (Ohio, États-Unis) le 11 avril 1862 et mort par suicide à San Francisco (Californie, États-Unis) le 14 juin 1938, est un astronome américain.
Il est directeur de l'observatoire Lick de 1900 à 1930. Il est spécialiste en spectroscopie.
Campbell est un pionnier de la spectroscopie astronomique et catalogua les vitesses radiales des étoiles. Campbell devient membre étranger de la Royal Society le 28 février 1918. Il est également président de l'université de Californie de 1923 à 1930. Il se suicide en 1938 en se jetant du quatrième étage d'un immeuble de San Francisco.

## Distinctions et récompenses
William Wallace Campbell a reçu les récompenses suivantes :
- Médaille Henry Draper (1906)
- Médaille d'or de la Royal Astronomical Society (1906)
- Médaille Bruce (1915)

De plus, différents sites et objet spatiaux ont été dénommés en son honneur :
- le cratère Campbell sur la Lune ;
- un cratère sur Mars ;
- et l'astéroïde (2751) Campbell.

### Notices nécrologiques
- ApJ 89 (1939) 143
- MNRAS 99 (1939) 317
- PASP 50 (1938) 204